# Parapurcellia natalia
Parapurcellia natalia - gatunek kosarza z podrzędu Cyphophthalmi i rodziny Pettalidae.

## Występowanie
Gatunek endemiczny dla Republiki Południowej Afryki. Występuje na północny wschód od Greytown w prowincji KwaZulu-Natal.